# Zyginama erosa
Zyginama erosa är en insektsart som först beskrevs av Mcatee 1924.  Zyginama erosa ingår i släktet Zyginama och familjen dvärgstritar. Inga underarter finns listade i Catalogue of Life.